# 이스마일 엔베르 파샤

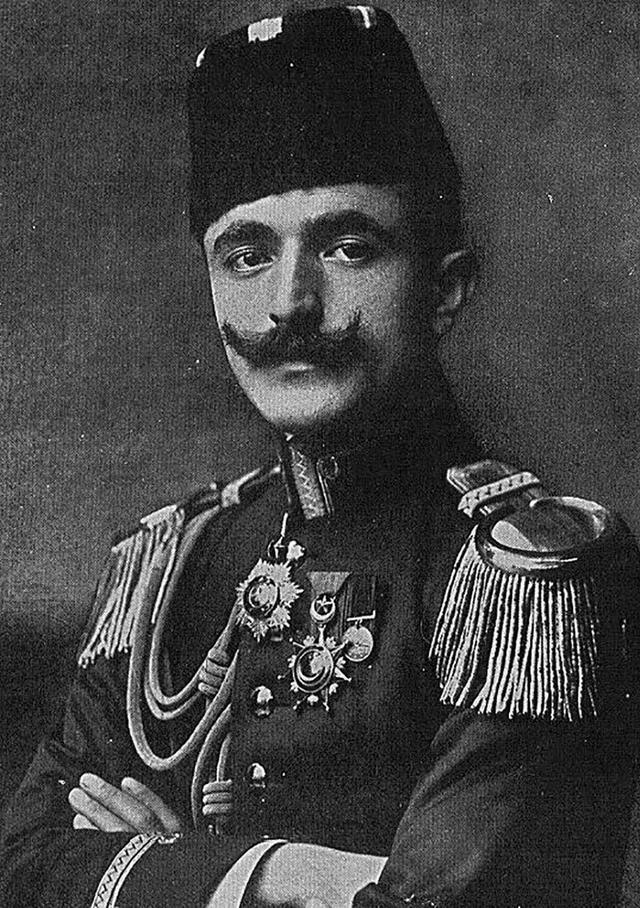
엔베르 파샤

이스마일 엔베르(오스만터키어 : اسماعيل انور, 튀르키예어: Enver Paşa) 또는 엔베르 파샤는 오스만 제국의 육군 장성이다.
1906년에 소령으로 진급된 그는 테살로니키에 주둔하고 있던 오스만 제3군에 배치되었다. 테살로니키에서 머무르는 동안 그는 혁명적인 성향을 띤 정치 단체인 통일 진보 위원회에 가입하였다. 통일 진보 위원회는 1908년 터키 청년 당원 혁명을 통해 집권하게 되고, 엔베르는 다음 해 왕을 중심으로 한 보수 세력의 반(反)쿠데타 시도를 진압하였다. 1911년의 이탈리아-투르크 전쟁에 참전하였고, 제2차 발칸 전쟁 중에서는 오스만 제국군 사령관으로써 오스만 제국이 제1차 발칸 전쟁 동안 불가리아에 잃은 영토를 일부분 되찾는 성과를 올렸다.
1913년에 그는 또 한 번의 쿠데타를 통해 탈랏 파샤 그리고 제말 파샤와 함께 삼두정치의 일원이 되었다. 제1차 세계 대전 발발 당시 그는 전쟁부 장관을 맡고 있었다. 강경파였던 그는 독일 제국과의 동맹을 주도하면서 터키를 동맹국의 편으로 참전시키는 데에 핵심적인 역할을 하였다. 오스만 제국이 해체된 해인 1922년에 죽었다.

## 같이 보기
- 청년 튀르크당
- 통일진보위원회
- 아르메니아인 집단학살